# Sitolu Ewali
Sitolu Ewali is een bestuurslaag in het regentschap Nias Barat van de provincie Noord-Sumatra, Indonesië. Sitolu Ewali telt 2188 inwoners (volkstelling 2010).